# Clara Bloodgood
Clara Bloodgood (de soltera Sutton Stephens; 28 de agosto de 1868 – 5 de diciembre de 1907) fue una socialité estadounidense que se convirtió en una exitosa actriz de Broadway.

## Primeros años
Clara Sutton Stephens nació en Long Branch, Nueva Jersey, hija de Edward Stephens y Annie Maria Sutton Stephens. Su padre, un destacado abogado de Nueva York, era hijo de la escritora Ann S. Stephens Su madre era una de las tres hermanas a las que la alta sociedad neoyorquina llamaba “las bellas chicas Sutton”. De joven, Clara asistió a la St. Johns School de Brighton, Inglaterra.
Alrededor de los diecisiete años, Clara atrajo la atención de dos pretendientes: William Moller Havemeyer, hijo de un rico fabricante de azúcar y miembro de la familia Havemeyer, y John "Jack" Bloodgood, hijo, cuyo padre hizo millones en el sector bancario durante los años posteriores a la Guerra de Secesión. Se fugó con Havemeyer en 1887 y se divorció de él al cabo de un año. Se casó con Bloodgood en 1889, pero éste perdió su herencia y su salud en muy poco tiempo. Su muerte en 1897, que la dejó en una situación económica desesperada, llevó a Clara a intentar una carrera en el teatro. En 1902 se casó con William Laimbeer, un corredor de bolsa de Nueva York.

## Carrera
Clara Bloodgood debutó en el teatro en enero de 1898, en el Empire Theatre de Nueva York, interpretando un papel secundario en The Conquerors. La temporada siguiente, en el mismo teatro, interpretó el papel de Beatrice Hipgrave en Phroso. Más tarde apoyó a Annie Russell en Catherine and Miss Hobbs y realizó una gira con Amelia Bingham's Company en The Climbers. A continuación actuó con Arnold Daly en How He Lied to Her Husband, y en una producción de The Gentleman from India, en Boston. En 1905, en el Hudson Theatre de Nueva York, interpretó el papel de Violet Robinson en Man and Superman, de George Bernard Shaw, con Robert Loraine. Se convirtió en la principal exponente de las obras de Clyde Fitch y trabajó para empresarios de Broadway como Charles Frohman, Charles Dillingham y Henry B. Harris. Se dice que su mejor amiga en la profesión de actriz fue la actriz y más tarde guionista Zelda Sears, que apareció con ella en su última obra, The Truth.

## Muerte
La noche del 5 de diciembre de 1907, justo antes de la representación de The Truth, Bloodgood se desnudó en su habitación de hotel de Baltimore y se pegó un tiro en la boca. Cerca de ella había un ejemplar de un libro titulado  Cómo disparar con precisión (How to Shoot Straight) y un revólver del calibre 38. La angustia por su carrera y las pérdidas sufridas en un negocio fallido de su esposo pueden haber influido en que Bloodgood se quitara la vida.
El escritor Daniel Blum describió la muerte de Bloodgood:
Clara Bloodgood interpretaba el último papel de su corta pero brillante carrera en THE TRUTH, de Clyde Fitch. La obra... no fue un éxito, pero en otoño decidió llevarla de gira. En Baltimore, se pegó un tiro en una habitación de hotel justo antes de una representación nocturna. Nunca se establecieron claramente los motivos de su suicidio.